# Shogo Kamo
Shogo Kamo (en japonès: 加茂 正五, Kamo Shogo; Hamamatsu, Prefectura de Shizuoka, Imperi Japonès, 12 de desembre de 1915 - Shinjuku, Tòquio (Japó), 14 de setembre de 1977) va ser un futbolista japonès.

## Selecció japonesa
Shogo Kamo va disputar 2 partits amb la selecció japonesa.